# Vuelo 185 de Air Tahoma
El Vuelo 185 de Air Tahoma era un vuelo de carga programado desde el Aeropuerto Internacional de Memphis hasta el Aeropuerto Internacional de Cincinnati-Norte de Kentucky realizado por Air Tahoma para la empresa de mensajería DHL Worldwide Express. El 13 de agosto de 2004, el Convair 580 que operaba el vuelo se estrelló durante la aproximación final para el aterrizaje a solo una milla (1,6 km) de la pista. Matando al primer oficial a bordo, el capitán fue el único sobreviviente.

## Aeronave

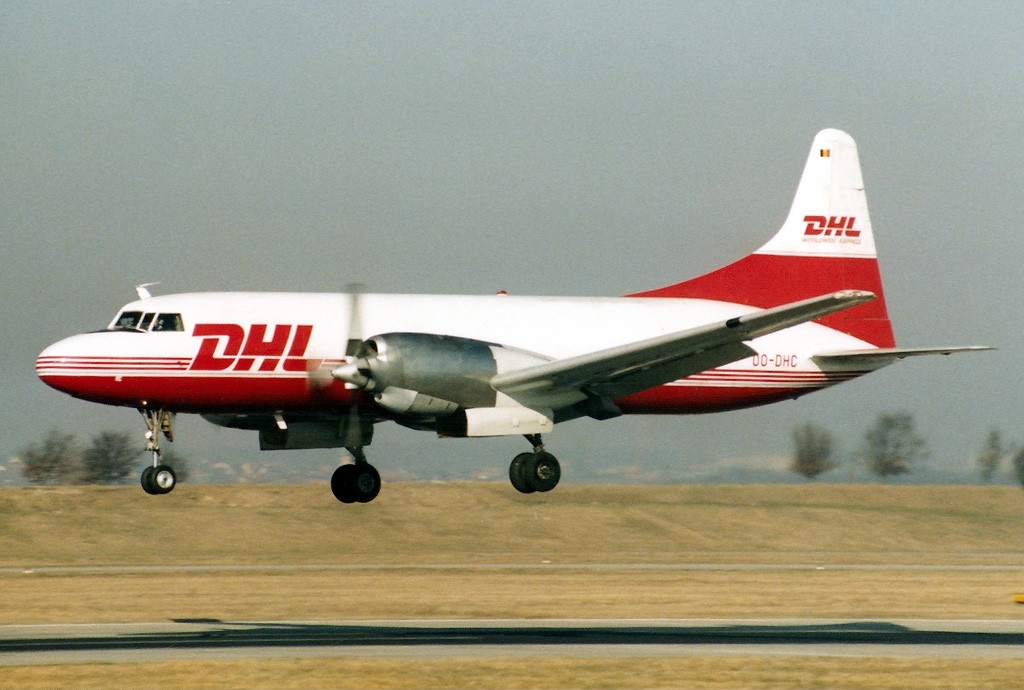
La aeronave involucrada en el accidente mientras estaba en servicio para el Transporte Aéreo Europeo en el aeropuerto de Stuttgart

La aeronave involucrada en el accidente era un Convair 580, un bimotor turbohélice propulsado por dos motores Allison 501-D13D con registro N586P y número de serie 68; Fue fabricado en 1953 y entregado por primera vez a Lake Central  Airlines. La aeronave había acumulado 67.886 horas de vuelo en el momento del accidente.

## Tripulación
El Convair 580 involucrado en el accidente estaba modificado para transportar carga, por lo tanto, solo se necesitaba a una tripulación de dos personas, compuesta por un capitán y un primer oficial.
El capitán era Bruno Pichelli de 49 años, había sido certificado como capitán tanto por la Administración Federal de Aviación (FAA) como por Transport of Canada, había volado para Air Tahoma desde el 19 de julio de 2004. Tenía un vasta experiencia en los aviones Convair CV-340, Convair CV-440, Convair CV-580 y el Lockheed L-1011 TriStar. Trabajó como ingeniero de vuelo a bordo del Lockheed L-188 Electra con Northwest Territorial Airways desde Yellowknife en Canadá. De 1985 a 1987 fue ingeniero de vuelo a bordo del Douglas DC-8 con Nationair. Durante ese periodo, trabajó para Gulf Air en Bahréin y los Emiratos Árabes Unidos, pero también para la aerolínea japonesa All Nippon Airways.
El capitán tenía 2.500 horas de experiencia de vuelo, 1.337 de las cuales fueron en el Convair CV-580. El mandato del capitán Pichelli como capitán había sido desaprobada varias veces durante su carrera de piloto; el 7 de febrero de 2003, un examinador de la FAA se quejó del capitán por no realizar correctamente una aproximación instrumental, y por lo tanto fallo en el entrenamiento, pero el 11 de febrero de 2003 aprobó con éxito. El 8 de mayo de 2003, otro examinador de la FAA desaprobó al capitán mientras entrenaba las maniobras de aproximación fallida del NDB. El capitán pasó la prueba con éxito en esta categoría al día siguiente de haberla fallado.
El primer oficial era Michael Gelwicks de 37 años, fue contratado por Air Tahoma el 5 de mayo de 2004. Desde enero de 1997 hasta agosto del 2000, trabajo como ingeniero de vuelo a bordo del Boeing 727 operado por Ryan International Airlines, después de su despido, trabajó como instructor de vuelo en Douglas Aviation en Olive Branch, Misisipi, desde abril de 2002 a marzo de 2004 y también como instructor de vuelo para los aviones Cessna 152 y Cessna 172 en el Air Venture Flying Club. De diciembre de 2002 a febrero de 2004 volvió a trabajar como primer oficial a bordo del Boeing 727 en Ryan International Airlines.
Su experiencia de vuelo en el Convair CV-580 era de 145 horas. La carrera de vuelo del primer oficial fue bastante controversial en varias ocasiones durante. El 14 de noviembre de 2001, no aprobó varias pruebas de vuelo, entre ellas, realizar giros bastante inclinados, seguir los procedimientos de despegue y aproximación final, iniciar el aterrizaje utilizando equipos de medición de distancia y la aproximación NDB. El 19 de noviembre de 2001 completó con éxito y realizó nuevamente las pruebas hasta que finalmente las aprobó. Pero el 10 de abril de 2002, se emitió una nueva desaprobación cuando el primer oficial falló en realizar un procedimiento estándar mientras la aeronave estaba en tierra. Ese mismo día volvió a realizar la prueba y la aprobó.

## Accidente
El Vuelo 185 despegó del Aeropuerto Internacional de Memphis para realizar un nocturno de mensajería en nombre de DHL Worldwide Express hacia el Aeropuerto Internacional de Cincinnati-Norte de Kentucky. El Convair 580 transportaba paquetes y encomiendas, la aeronave poseía la librea de DHL.
Aproximadamente a los 50 minutos del despegue, una alarma sono en la cabina de vuelo advirtiendo que la aeronave se quedaría sin combustible, el capitán activó la función de transferencia de combustible entre tanques y permitió que este modo continuara durante casi 30 minutos sin monitorear el proceso. Durante el proceso, la válvula de aislamiento del tanque de combustible se había dejado abierta, contrariamente a los procedimientos aprobados y permitiendo que el combustible se transfiriera desde el tanque izquierdo, al que estaban conectadas las bombas de combustible, al tanque derecho. Durante el descenso, debido a que la aeronave ya no tenía combustible, ambas bombas de combustible del depósito izquierdo fallaron después de haber aspirado el aire dentro de las bombas. Posteriormente, esto provocó una doble falla del motor. Los pilotos intentaron planear para llegar al Aeropuerto Internacional de Cincinnati-Norte de Kentucky, pero no la aeronave ya no tenía ni la velocidad ni la altitud, el avión se estrelló a las 00:49 hora local apenas un kilómetro al sur del aeropuerto, en el sexto hoyo del campo de golf World Sport, rompiéndose y patinando hacia una pequeña montaña. El capitán sólo sufrió heridas leves en el accidente, pero lamentablemente el primer oficial murió por el fuerte impacto y sus heridas.

## Investigación
La investigación estuvo a cargo de la Junta Nacional de Seguridad en el Transporte (NTSB), los investigadores determinaron que la causa probable de este accidente fue la falta de combustible como resultado de la decisión del capitán de no seguir los procedimientos aprobados de la alimentación cruzada del combustible. Los diferentes ajustes de presión de salida del combustible en las bombas de refuerzo junto con la válvula de alimentación cruzada abierta dieron como resultado que ambos motores extrajeran combustible del tanque izquierdo. Todo el combustible del tanque izquierdo del avión que no fue utilizado por los motores se transfirió al tanque derecho debido a la diferencia de presión entre las bombas de refuerzo. Durante el descenso del avión hasta el aterrizaje, el combustible en el tanque de combustible izquierdo se agotó. Ambas bombas de combustible impulsadas por el motor extrajeron aire del tanque izquierdo dónde no había combustible hacia el sistema de combustible central, lo que resultó en un fallo total de ambos motores. y finalmente se publicó el informe final:

"El accidente se debió a la inadecuada planificación previa al vuelo por parte del capitán, su posterior distracción durante el vuelo y a que inició tarde la lista de verificación de vuelo dentro del poco tiempo del aterrizaje. También contribuyó al accidente el hecho de que los pilotos no vigilarán los indicadores de combustible y no reconocieran que las características cambiantes del piloteo del Convair 580 se debían a un desequilibrio de combustible."

— Junta Nacional de Seguridad en el Transporte (NTSB)

## Dramatización
Este accidente fue presentado en el programa de televisión canadiense Mayday: catástrofes aéreas, titulado «Tanques vacíos», en National Geographic Channel.